# Žalany
Žalany är en ort i Tjeckien.   Den ligger i regionen Ústí nad Labem, i den nordvästra delen av landet, 70 km nordväst om huvudstaden Prag. Žalany ligger 241 meter över havet och antalet invånare är 461.
Terrängen runt Žalany är kuperad åt sydost, men åt nordväst är den platt.Runt Žalany är det ganska glesbefolkat, med 38 invånare per kvadratkilometer. Närmaste större samhälle är Ústí nad Labem, 11,8 km nordost om Žalany. I omgivningarna runt Žalany växer i huvudsak blandskog.